# Omar Sharif
Omar Sharif (tiếng Ả Rập: عمر الشريف, phát âm tiếng Ả Rập Ai Cập: [ˈʕomɑɾˤ eʃʃɪˈɾiːf]; tên khai sinh Michel Demitri Shalhoub, [ˈmɑjkel dɪˈmitɾi ʃælˈhuːb]; 10 tháng 4 năm 1932 - 10 tháng 7 năm 2015) là một diễn viên ngưới Ai Cập. Ông được công chúng biết nhiều khi diễn xuất trong các phim: Lawrence of Arabia, Doctor Zhivago (tên tiếng Việt: Bác sĩ Zhivago) và Funny Girl.

## Danh mục phim
| Năm  | Tên phim                                | Vai diễn                   | Ghi chú                                                                         |
| ---- | --------------------------------------- | -------------------------- | ------------------------------------------------------------------------------- |
| 1954 | Shaytan al-Sahra                        |                            | Known as Devil of the Sahara                                                    |
| 1954 | Sira` Fi al-Wadi                        | Ahmed                      | Also known as The Blazing Sun or Struggle in the Valley or Fight in the Valley' |
| 1955 | Ayyamna al-Holwa (Our Best Days)        | Ahmed                      |                                                                                 |
| 1956 | Siraa Fil-Mina                          |                            |                                                                                 |
| 1957 | Ard al-Salam                            | Ahmed                      | Known as Land of Peace                                                          |
| 1957 | The Lebanese Mission                    | Mokrir                     | Original title was La Châtelaine du Liban; credited as Omar Cherif              |
| 1958 | La anam                                 | Aziz                       | Also known as I Do Not Sleep and No Tomorrow                                    |
| 1958 | Goha                                    | Goha                       | Credited as Omar Cherif                                                         |
| 1959 | Fadiha fil-zamalek                      |                            | Scandal in Zamalek                                                              |
| 1959 | Sayedat el kasr                         | Adel                       | Lady of the Castle                                                              |
| 1959 | Seraa fil Nil                           | Muhassab                   | Struggle on the Nile                                                            |
| 1960 | Bidaya wa nihaya                        |                            |                                                                                 |
| 1960 | Hobi al-wahid                           |                            | My Only Love                                                                    |
| 1960 | Esha'a hob                              |                            | Rumor of Love                                                                   |
| 1960 | Nahr al-Hob                             | Khalid                     | The River of love                                                               |
| 1961 | A Man in our House                      | Ibrahim                    |                                                                                 |
| 1962 | Lawrence of Arabia                      | Sherif Ali                 |                                                                                 |
| 1964 | Behold a Pale Horse                     | Francisco                  |                                                                                 |
| 1964 | The Fall of the Roman Empire            | Sohamus                    |                                                                                 |
| 1965 | Doctor Zhivago                          | Yuri                       |                                                                                 |
| 1965 | The Yellow Rolls-Royce                  | Davich                     |                                                                                 |
| 1965 | Genghis Khan                            | Genghis Khan               |                                                                                 |
| 1967 | The Night of the Generals               | Major Grau                 |                                                                                 |
| 1967 | More Than A Miracle                     | Prince Rodrigo Fernandez   |                                                                                 |
| 1968 | Funny Girl                              | Nick Arnstein              |                                                                                 |
| 1968 | Mayerling                               | Archduke Rudolf            |                                                                                 |
| 1969 | Che!                                    | Che Guevara                |                                                                                 |
| 1969 | The Appointment                         | Frenderico Fendi           |                                                                                 |
| 1969 | Mackenna's Gold                         | Colorado                   |                                                                                 |
| 1970 | The Last Valley                         | Vogel                      |                                                                                 |
| 1971 | The Horsemen                            | Uraz                       |                                                                                 |
| 1971 | The Burglars                            | Abel Zacharia              |                                                                                 |
| 1973 | The Mysterious Island                   | Captain Nemo               | Phim truyền hình bộ ít tập; also known as L'Ile Mysterieuse                     |
| 1974 | Juggernaut                              | Captain Axel Brunel        |                                                                                 |
| 1974 | The Tamarind Seed                       | Feodor Sverdlov            |                                                                                 |
| 1975 | Ace Up My Sleeve                        | Andre Ferren               | also known as Crime and Passion                                                 |
| 1975 | Funny Lady                              | Nicky Arnstein             |                                                                                 |
| 1976 | The Pink Panther Strikes Again          | Egyptian Assassin          | uncredited cameo                                                                |
| 1979 | Ashanti: Land of No Mercy               | Prince hassan              |                                                                                 |
| 1979 | Bloodline                               | Ivo Palazzi                |                                                                                 |
| 1979 | S-H-E                                   | Baron Cesare Magnasco      | S-H-E: Security Hazards Expert                                                  |
| 1980 | Oh Heavenly Dog                         | Bart                       |                                                                                 |
| 1980 | The Baltimore Bullet                    | The Deacon                 |                                                                                 |
| 1980 | Pleasure Palace                         | Louis Lefevre              | Phim truyền hình                                                                |
| 1981 | Green Ice                               | Meno Argenti               |                                                                                 |
| 1984 | Top Secret!                             | Agent Cedric               |                                                                                 |
| 1986 | Peter the Great                         | Prince Feodor Romodanovsky | Phim truyền hình bộ                                                             |
| 1986 | Harem                                   | Sultan Hassan              | Phim truyền hình                                                                |
| 1986 | Anastasia: The Mystery of Anna          | Czar Nicholas II           | Phim truyền hình bộ                                                             |
| 1987 | The Novice                              |                            |                                                                                 |
| 1988 | The Possessed                           | Stepan                     | Les Possédés                                                                    |
| 1989 | Al-aragoz                               | Mohamed Gad El Kareem      | The Puppeteer                                                                   |
| 1990 | The Opium Connection                    |                            |                                                                                 |
| 1990 | The Rainbow Thief                       | Dima                       |                                                                                 |
| 1991 | Memories of Midnight                    | Constantin Demiris         | Phim truyền hình                                                                |
| 1991 | Mowaten masri                           |                            | An Egyptian Citizen                                                             |
| 1992 | Beyond Justice                          | Emir Beni-Zair             |                                                                                 |
| 1992 | Grand Larceny                           |                            |                                                                                 |
| 1992 | Mayrig                                  |                            |                                                                                 |
| 1992 | Mrs. 'Arris Goes to Paris               | Marquis Hippolite          | Phim truyền hình                                                                |
| 1992 | 588 rue paradis                         | Hagop                      | Mother                                                                          |
| 1993 | Dehk we le'b we gad we hob              |                            | Laughter, Games, Seriousness and Love                                           |
| 1994 | Lie Down With Lions                     | Safar Khan                 | Phim truyền hình; Red Eagle                                                     |
| 1995 | Catherine the Great                     | Razumovsky                 | Phim truyền hình                                                                |
| 1996 | Gulliver's Travels                      | The Sorcerer               | Phim truyền hình                                                                |
| 1997 | Heaven Before I Die                     | Khalil Gibran              |                                                                                 |
| 1998 | Mysteries of Egypt                      | Grandfather                | Documentary                                                                     |
| 1999 | The 13th Warrior                        | Melchisideck               |                                                                                 |
| 2001 | The Parole Officer                      | Victor                     |                                                                                 |
| 2003 | Monsieur Ibrahim et les fleurs du Coran | Monsieur Ibrahim Deneji    |                                                                                 |
| 2004 | Hidalgo                                 | Sheikh Riyadh              |                                                                                 |
| 2005 | Imperium: St Peter                      | San Pietro                 | Phim truyền hình                                                                |
| 2005 | Fuoco su di me                          | Principe Nicola            | Fire at my Heart                                                                |
| 2005 | Shaka Zulu: The Last Great Warrior      |                            |                                                                                 |
| 2006 | One Night with the King                 | Prince Memucan             |                                                                                 |
| 2006 | The Crown Prince                        | Hans Canon                 | Phim truyền hình; Kronprinz Rudolf                                              |
| 2007 | Hanan W Haneen                          |                            | Phim truyền hình bộ                                                             |
| 2007 | The Ten Commandments                    | Jethro                     | Phim truyền hình bộ                                                             |
| 2008 | The Last Templar                        | Konstantine                | Phim truyền hình bộ                                                             |
| 2008 | Hassan & Marcus                         | Hassan/Morcus              | Hassan wa Morcus                                                                |
| 2008 | 10,000 BC                               | Narrator                   | Voice only                                                                      |
| 2009 | The Traveller                           |                            |                                                                                 |
| 2009 | J'ai oublié de te dire                  | Jaume                      | I forgot to Tell You                                                            |
| 2009 | La Traversée du désir                   |                            |                                                                                 |

## Bệnh tật và cái chết
Tháng 5 năm 2015 có tin cho biết là Sharif đã bị bệnh Alzheimer, và người con trai của ông nói rằng ông đang trở nên lẫn lộn khi nhớ lại một số bộ phim lớn nhất trong sự nghiệp của mình. Tarek El-Sharif - người con duy nhất trong cuộc hôn nhân của Sharif với người vợ cũ Faten Hamama - cho biết người cha 83 tuổi của ông đã lộn tên 2 bộ phim nổi tiếng nhất của mình là "Doctor Zhivago" và "Lawrence of Arabia", và cũng thường quên nơi quay 2 bộ phim trên.
Ngày 10 tháng 7 năm 2015 Omar Sharif đã từ trần sau một cơn nhồi máu cơ tim tại một bệnh viện ở Cairo, Ai Cập.